# Epomophorus anselli
Epomophorus anselli är ett däggdjur i familjen flyghundar som beskrevs av Bergmans och van Strien 2004.
Artepitet i det vetenskapliga namnet hedrar den brittiska zoologen William Frank Harding Ansell.
Året 2013 var storleken bara för två exemplar känd. De hade en 145 respektive 104 mm lång kropp (huvud och bål), en 4 respektive 2 mm lång svans, 77 respektive 68 mm långa underarmar och 20 respektive 19 mm stora öron. Den mindre individen vägde 57 g. Liksom hos andra släktmedlemmar fanns hårtofsar på axlarna som liknar epåletter. Dessutom finns en ljus fläck vid varje öra. Epomophorus anselli skiljer sig från andra släktmedlemmar i storleken eller i utformningen av åsarna på gommen. Arten har 6 åsar och två av dessa ligger bakom tänderna.
Pälsens färg på ryggen och huvudet är gråbrun som hos andra arter av släktet Epomophorus. Över övre bröstet finns ett brunt tvärband och andra delar av bröstet samt buken är ljusbruna. Ett vitt område på buken saknas.
Denna flyghund förekommer i Kasungu nationalpark i centrala Malawi. Möjligen finns en avskild population i norra Malawi och en individ som troligen tillhör arten hittades i Tanzania. Arten upptäcktes i en skog ungefär 1000 meter över havet.
IUCN listar arten med kunskapsbrist (DD).